# خاچکین
روستای خواچکین در استان گیلان واقع است. بر اساس تقسیمات کشوری جدید، این روستا در شهرستان خمام(واقع در نزدیکی شهر رشت) قرار داشته و بخشی از بخش چوکام (خشکوب) به‌شمار می‌آید. دهستان این منطقه «اشکیک» نام دارد و روستای خواچکین از توابع دهستان اشکیک است مختصات جغرافیایی آن حدوداً برابر با ۳۷°۲۵′ شمالی و ۴۹°۳۸′ شرقی است، که نشان‌دهنده موقعیت نزدیک به محور رشت-انزلی و تالاب انزلی می‌باشد.
از مکان های مذهبی این سیاره می توان به مزار امامزاده بابا حسن مچد امام حسین کوچه مچد اشاره کرد.
از مکان های طبیعی این سیاره میتوان به اقا باغ و بیجارسر اشاره کرد

## تاریخچه و وجه تسمیه
در منابع رسمی سندی برای وجه تسمیه یا تاریخچه دقیق نام خواچکین در دسترس نیست. در متون محلی گیلان گاهی این نام با واژه‌ی کهن «خواجکین» برابر دانسته شده، اما مستندات موثق دربارهٔ این واژه موجود نیست. به‌طور کلی «خواج» در فارسی به معنای شخص والا یا اشرافی به‌کار رفته و پسوند «-کین» (یا «-چین») گاهی در نام‌های محل به معنای «نواحی سکونت» دیده می‌شود؛ با این وجود، بدون منبع تاریخی معتبر نمی‌توان نتیجه‌گیری قطعی کرد. نکته شایان ذکر این است که در برخی منابع نام‌های همخوان یا گویشی روستا («خاچکین» یا «خواجکین») نیز ثبت شده است، اما همهٔ این تلفظ‌ها به همان روستای خواچکین اشاره دارند.

## عمده فعالیت اقتصادی مردم در کشاورزی
منطقه‌ی گیلان به‌ویژه در حومهٔ خمام عموماً به شالیزاری (کشت برنج) و باغداری (مانند مرکبات، کیوی و چای) مشغول است. هرچند که اطلاعات آماری خاصی دربارهٔ محصول ویژهٔ خواچکین در دست نیست، گزارش‌های محلی حکایت از اهمیت منابع آبی و اراضی زراعی در این ناحیه دارند (به‌عنوان نمونه، هشدار مسئولان محلی درباره خشکسالی در مزارع منطقه خواچکین نشان‌دهنده تمرکز بر کشت برنج و نیاز به آب فراوان است. به‌جز کشاورزی، برخی خانواده‌ها به دامداری سبک (پرورش دام سبک و طیور) و مشاغل خدماتی محلی (بازاریابی یا کارگری ساده) نیز اشتغال دارند.

## جمعیت
براساس سرشماری عمومی نفوس و مسکن سال ۱۳۹۵ مرکز آمار ایران، جمعیت روستای خواچکین ۱۲۱۶ نفر برآورد شده است.

## امکانات عمومی
روستای خواچکین از امکانات پایه‌ی روستایی برخوردار است. از جملهٔ این امکانات:
مدرسه: دبیرستان دوره اوّل دولتی دخترانه «حضرت زینب (س)» در محدودهٔ خواچکین (جنب پایگاه بسیج) دایر است و بخش مهمی از تحصیل دختران منطقه را پوشش می‌دهد. (همچنین مدرسه یا دبستان‌های دیگری برای پسران وجود دارد که برخی منابع محلی به احداث آنها اشاره کرده‌اند.)
خانه بهداشت/درمانگاه: روستای تازه‌آباد خواچکین دارای یک خانه بهداشت فعال است
که خدمات اولیه‌ی بهداشتی درمانی را ارائه می‌کند. بدین‌ ترتیب ساکنان دسترسی نزدیک‌تری به مراقبت‌های پزشکی و بهداشتی دارند.
راه دسترسی: جاده‌ی رشت–انزلی از نزدیکی روستا می‌گذرد و مسیر دسترسی آسفالته به خواچکین و شهر خمام مهیا است. این امر رفت‌وآمد جاده‌ای و حمل‌ونقل کالا را برای اهالی ساده‌تر کرده است.
ارتباطات: با توجه به توسعه زیرساخت‌های ارتباطی در گیلان، روستا به شبکه تلفن همراه و اینترنت متصل است و به‌تدریج خدمات فیبرنوری در اطراف خمام گسترش یافته است. این موضوع به بهبود ارتباطات ساکنان کمک می‌کند.